# Badminton 1977
Höhepunkte des Badmintonjahres 1977 waren die erstmals ausgetragene Badminton-Weltmeisterschaft sowie die All England, die Irish Open, die Scottish Open, die German Open, die Dutch Open, die Denmark Open, die Südostasienspiele und die French Open.
==Internationale Veranstaltungen ==
| Veranstaltung | Herreneinzel   | Dameneinzel       | Herrendoppel                  | Damendoppel                  | Mixed                        |
| ------------- | -------------- | ----------------- | ----------------------------- | ---------------------------- | ---------------------------- |
| All England   | Flemming Delfs | Hiroe Yuki        | Tjun Tjun Johan Wahjudi       | Etsuko Toganoo Emiko Ueno    | Derek Talbot Gillian Gilks   |
| Denmark Open  | Flemming Delfs | Hiroe Yuki        | Bengt Fröman Thomas Kihlström | Barbara Giles Jane Webster   | Steen Skovgaard Lene Køppen  |
| French Open   | David Hunt     | Inge Rozemeijer   | Duncan Bridge Brian Keeling   | Sylvia Robbe Inge Rozemeijer | David Hunt Patricia Assinder |
| German Open   | Sture Johnsson | Margaret Lockwood | Bengt Fröman Thomas Kihlström | Barbara Giles Jane Webster   | David Eddy Barbara Giles     |
| Swedish Open  | Liem Swie King | Lene Køppen       | Ade Chandra Tjun Tjun         | Barbara Giles Gillian Gilks  | Derek Talbot Gillian Gilks   |